# Jan-Friedrich Conrad
Jan-Friedrich Conrad (* 18. November 1964 in Hamburg) ist ein deutscher Komponist, Publizist und Heilpraktiker für Psychotherapie.

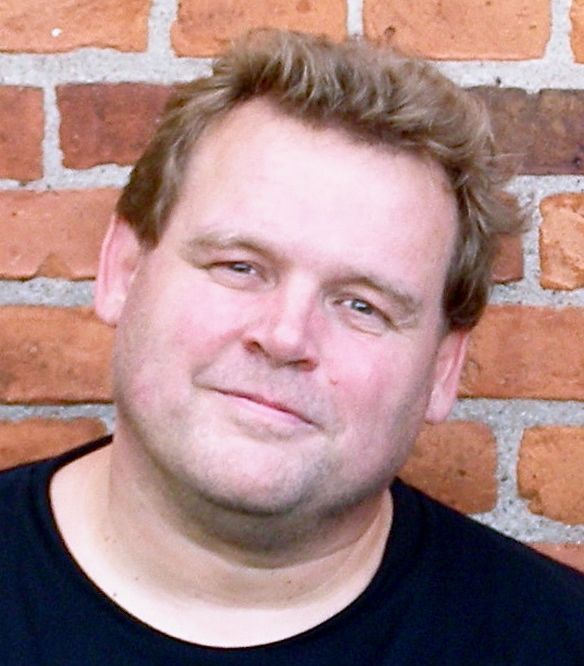
Jan-Friedrich Conrad, 2010

## Leben
Conrad wurde 1964 in Hamburg geboren und wuchs in Norderstedt auf. Nach Erlangen des Abiturs studierte er Systematische und Historische Musikwissenschaften sowie Erziehungswissenschaften in Hamburg. Während seines Studiums lernte er Andreas Beurmann und Heikedine Körting kennen und begann, Musikakzente für die Hörspielserien des Labels Europa zu komponieren und zu produzieren. Mit der Hamburger Punkband Razzia spielte er 1986 als Keyboarder und Co-Arrangeur das Album Ausflug mit Franziska ein, mit seiner Band Milzbrand das Album „Sonntagsfahrer“ (1991).
Conrad lebt in der Gemeinde Kosel in Norddeutschland. Sein Musikstudio betreibt er zuhause im Wohnzimmer.

## Hörspielmusik und Musikproduktionen

### Hörspiele des Europa-Labels
Conrad machte sich insbesondere als Komponist von Hörspielmusik für Produktionen des Hörspiel-Labels Europa einen Namen. Sein Debüt erfolgte in der Hörspieladaption der Buchreihe Das Schloß-Trio, für die er 1989 ab Folge 4 den Großteil des Serien-Soundtracks, inklusive der Titelmelodie, beisteuerte. Es folgten Kompositionsaufträge für die Fernsehserien- und Kinofilm-Adaptionen von Knight Rider und Airwolf (beide 1989) sowie The A-Team, A Nightmare on Elm Street und Tom & Jerry (alle 1990).
Seit 1991 wird seine Musik auch in der Hörspielserie Die drei ??? eingesetzt. Im Zuge dessen löste seine mit einem Vocoder eingesungene Titelmelodie das Vorgängerthema von Manuel Backert ab und blieb bis 2008 in dieser Funktion im Einsatz. Im Jahr 2001 wurden zum einhundertsten Folgen-Jubiläum der Hörspielserie die Folgen 1 bis 49 in überarbeiteter Form mit Conrads Titelmusik wiederveröffentlicht.
1994 folgte die rock-orientierte Musik zur Hörspielserie Lissy, für die erneut ein Titellied mit Gesang produziert wurde. Danach konzentrierte sich Conrad für mehrere Jahre auf andere musikalische Projekte und pausierte sein Hörspielmusik-Schaffen weitgehend. Während dieser Zeit reichte er nur sporadisch neue Kompositionen ein. Seit 2013 ist Conrad wieder regelmäßig als Hörspielmusik-Komponist für das Europa-Label tätig.
Von Beginn an wurden seine Produktionen auch serienübergreifend eingesetzt – zum Beispiel auch in der Hörspielserien TKKG, Fünf Freunde und Hanni & Nanni.
Die Musikproduktionen der ersten Jahre waren rein Hardware-Synthesizer-basiert und wurden mit der MIDI-Sequenzer-Software Notator SL für Atari ST arrangiert und anschließend auf Tonband und DAT gemastert. Bei Produktionen mit Gesang oder analogen Instrumenten wie E-Bass oder E-Gitarre erfolgte vor dem Mastering noch ein Zwischenschritt über eine Mehrspur-Bandmaschine. Die Hörspielmusiken seit 2013 werden mit Logic Pro für Apple Macintosh mittels Harddisk-Recording und sequenzierten Hardware- und Software-Synthesizern produziert.

### Hörspiele anderer Labels
Im Auftrag des Hörspiel-Labels Audionarchie entstand 2014 für die Folge Einsamer Aufruf (Buch: André Minninger) der Hörspielserie Mindnapping ein eigens dafür komponierter Soundtrack von Conrad.

### Sonstiges Schaffen
Neben seiner Tätigkeit als Hörspielmusik-Komponist war Conrad auch als Rockmusiker (Gitarrist, Keyboarder und Bassist) aktiv, beispielsweise in der norddeutschen Formation Milzbrand.

## Auszeichnungen
Goldene Schallplatte
Für seine Titelmelodie und Mitarbeit an der Hörspielserie Die drei ??? wurde Conrad anlässlich der Folge 100 mit einer Goldenen Schallplatte geehrt. Die Serie selbst, die mit seiner Titelmelodie ausgestattet war, wurde mit 30× Gold und 4× Platin sowie als Kids-Award mit 96× Gold und 19× Platin ausgezeichnet.

## Veröffentlichungen
Durch seine Erfahrungen in Musikproduktionen wurde er 1991 Redakteur des Magazins Keys und Autor hunderter Testberichte und Fachbeiträge über Musikproduktionstechnik, Musikinstrumente, Beschallungstechnik und Studiotechnik für die Zeitschriften Soundcheck und Recording Magazin. Im Verlag PPV Medien sind auch seine Bücher erschienen.

## Musicals
Als Textdichter, Librettist und Komponist hat Conrad die Musicals „Artikel Eins“ (1999) und „Familie Petersen, oder warum es bei uns zu Weihnachten Möhrenkuchen gibt“ (2007) geschrieben, die unter der Regie von Claudia Piehl inszeniert wurden. 2012 wurde das Musical „Timon und der Glückskeks“ uraufgeführt (Komposition: Jan-Friedrich Conrad, Libretto: Jan Martensen).

## Heilpraxis für Psychotherapie
Im Jahr 2009 legte Conrad in Rendsburg die amtsärztliche Prüfung zum Heilpraktiker für Psychotherapie ab und führt eine Praxis für Gesprächspsychotherapie in Eckernförde. In seiner Arbeit folgt er streng dem Personzentrierten Ansatz nach Carl Rogers und unterrichtet diesen auch im Rahmen seines Studienkreis Psyche.

## Lehrtätigkeit
Als Dozent und Gutachter ist Conrad für das SAE Institute in Hamburg und Zürich tätig und unterrichtet in den Diploma- und Bachelor-Studiengängen neben vielen Themen der Elektroakustik (Tontechnik) auch Wissenschaftliche Arbeit und Medienethik. Er leitet außerdem Gruppen für Intervision in einer Ausbildung zum Gesang-Tanz-Schauspiel-Trainer in Eckernförde.

## Diskografie
- Hörspielmusik – Das Beste von Jan-Friedrich Conrad
- Milzbrand – Sonntagsfahrer
- Razzia – Ausflug mit Franziska
- Artikel Eins

## Schriften
- Recording : Einführung in die Technik der Musikproduktion. 7., grundlegend neu überarb. Auflage. Bergkirchen 2012, ISBN 978-3-941531-61-1.
- Musik-Elektronik Taschenlexikon. 2., überarbeitete Auflage. Presse Projekt Verlags, Bergkirchen 1998, ISBN 3-9802124-9-1.
- Lexikon Beschallung live Sound und Pa-Systeme - das gesamte Fachvokabular der angewandten Elektroakustik. Bergkirchen 2004, ISBN 978-3-932275-14-2.